# Thu Bồn (nhà thơ)
Thu Bồn (1 tháng 12 năm 1935 – 17 tháng 6 năm 2003), tên thật là Hà Đức Trọng, là một nhà thơ, nhà văn người Việt Nam. Thu Bồn được nhận nhiều giải thưởng văn học từ địa phương đến trung ương và quốc tế. Ông cũng là một trong những nhà thơ có đóng góp nhiều nhất suốt hai cuộc kháng chiến chống Pháp và kháng chiến chống Mỹ, cũng như trong chiến tranh biên giới Tây Nam và phía Bắc và được Nhà nước Việt Nam tặng thưởng hơn 10 huân huy chương các loại.

## Cuộc đời
Thu Bồn tên khai sinh là Hà Đức Trọng, sinh ngày 1 tháng 12 năm 1935 tại xã Điện Thắng, thị xã Điện Bàn, tỉnh Quảng Nam, là con trai út trong một gia đình có truyền thống hiếu học và giàu lòng yêu nước. Bố và chị gái của ông bị giặc Pháp tra tấn và giết hại. Năm 12 tuổi, Thu Bồn gia nhập thiếu sinh quân ở Điện Bàn, rồi làm giao liên ở Huyện đội Tiên Phước, sau đó vào bộ đội chính quy, chiến đấu ở chiến trường Tây Nguyên. Từ những năm 1950, Thu Bồn đã bắt đầu viết thơ. Sau Cách mạng tháng Tám, ông chuyển về phía Bắc và tham gia vào phong trào "Tiền tuyến và hậu phương cùng viết". Năm 1954, Thu Bồn tập kết ra Bắc, học ở Trường Sĩ quan Lục quân, Trường Đại học Sư phạm, Trường Tuyên huấn – Báo chí, khóa ngắn hạn phục vụ cho chiến trường. Đến năm 1960, sau phong trào Đồng khởi, ông xung phong trở lại chiến trường miền Nam và làm phóng viên chiến trường tại Liên khu V thuộc Tổng cục Chính trị Quân đội nhân dân Việt Nam. Thu Bồn là ủy viên Ban chấp hành Hội Văn nghệ miền Trung Trung Bộ và ủy viên Ban chấp hành Hội Nhà văn Việt Nam khóa IV. Ngoài bút danh đặt theo tên dòng sông Thu Bồn, ông còn có các bút danh khác là "Hà Đức Trọng", "Bờ Lốc". Năm 1969, Thu Bồn bị thương và được ra Bắc điều trị. Sau đó ông về làm việc tại Tạp chí Văn nghệ Quân đội. Năm 1972, ông lại xung phong vào chiến trường Quảng Trị. Từ năm 1973 đến 1975, Thu Bồn chiến đấu ở chiến trường Tây Nguyên, rồi chiến dịch Hồ Chí Minh. Năm 1976, ông tham gia xây dựng kinh tế và chống Fulro ở Tây Nguyên. Từ năm 1978 đến 1980, ông có mặt ở chiến trường của Chiến tranh biên giới Việt Nam–Campuchia và Chiến tranh biên giới Việt–Trung. Thu Bồn nghỉ hưu với cấp bậc Trung tá.
Ngoài thơ, Thu Bồn còn viết tiểu thuyết, nhưng ông được biết đến nhiều với những bài trường ca, trong đó Bài ca chim Chơ Rao vẫn được coi là thành công có tính định hướng cho phong cách tiêu biểu của ông và "không những là tác phẩm từ miền Nam gửi ra khá sớm, mà còn là bản trường ca đầu tiên của văn học giải phóng". Đây là khúc ca ca ngợi lòng yêu tự do, ý chí bất khuất của những con người Tây Nguyên trong khung cảnh thiên nhiên hùng vĩ được giảng dạy ở chương trình giáo dục phổ thông của Việt Nam.
Ngày 17 tháng 6 năm 2003, ông qua đời tại Thành phố Hồ Chí Minh vì căn bệnh tai biến mạch máu não, hưởng thọ 67 tuổi.

## Tác phẩm nổi bật
- Bài ca chim Chơ Rao (trường ca, 1962).
- Tre xanh (thơ, 1965).
- Mặt đất không quên (thơ, 1970).
- Chớp trắng (tiểu thuyết, 1970).
- Hòn đảo chân ren (tiểu thuyết, 1972).
- Dòng sông tuổi thơ (tiểu thuyết, 1973).
- Dưới đám mây màu cánh vạc (tiểu thuyết 2 tập, 1975).
- Badan khát (trường ca, 1976).
- Campuchia hy vọng (trường ca, 1978).
- Oran 76 ngọn (trường ca, 1979).
- Em bé trong rừng thốt nốt (truyện, 1979).
- Đỉnh núi (tiểu thuyết, 1980).
- Tạm biệt Huế (thơ, 1983).
- Người vắt sữa bầu trời (trường ca, 1985).
- Thông điệp mùa xuân (trường ca, 1985).
- Mắt bồ câu và rừng phi tiễn (tiểu thuyết, 1986).
- Vùng pháo sáng (tiểu thuyết, 1986).
- Cửa ngõ miền Tây (tiểu thuyết, 1986).
- Em bé vào hang cọp (tiểu thuyết, 2 tập, 1986).
- Dưới tro (tập truyện ngắn, 1986).
- Một trăm bài thơ tình nhờ em đặt tên (thơ, 1992).
- Tôi nhớ mưa nguồn (thơ, 1999).
- Trường ca tuyển tập (1999).
- Tuyển thơ Thu Bồn (2015).

## Giải thưởng
- Giải thưởng văn học Nguyễn Đình Chiểu của Uỷ ban Trung ương Mặt trận Dân tộc Giải phóng miền Nam Việt Nam (1965) với trường ca Bài ca chim Chrao.[8]
- Giải thưởng Hoa Sen (Lotus) của Hội Nhà văn Á – Phi (1973).[5]
- Giải thưởng báo Hà Nội Mới (1969) với bài thơ Gửi lòng con đến cùng cha.[8]
- Giải thưởng Nhà nước về Văn học Nghệ thuật (2001) cho Tuyển tập Trường ca, và tiểu thuyết hai tập: Dưới đám mây màu cánh vạc.[8]
- Giải thưởng Hồ Chí Minh về văn học nghệ thuật (2017) cho các tác phẩm: các tiểu thuyết Chớp trắng, Vùng pháo sáng và tập truyện ngắn Dưới tro.[8]

## Đời tư
Người vợ đầu tiên của ông là nữ y tá tên Đỗ Thị Thanh Thu. Năm 1966, hai người sinh người con trai đầu lòng mang tên Hà Thảo Nguyên. Năm 1968, trong lúc mang bầu người con thứ hai, hai vợ chồng ông được điều động ra Bắc và sinh người con thứ hai mang tên Hà Băng Ngàn. Cả hai người con của ông đều bị những di chứng của chất độc màu da cam, riêng người con đầu mang tên Thảo Nguyên đã qua đời năm 16 tuổi vì căn bệnh máu trắng. Người con trai thứ hai là Băng Ngàn về ở với mẹ sau khi cả hai ly dị. Đến năm 2017, ông là người lên nhận giải thưởng Hồ Chí Minh thay cha mình.
Năm 1978, Thu Bồn tiến tới cuộc hôn nhân thứ hai với nhà biên kịch điện ảnh Nguyễn Thị Hồng Ngát. Lúc bấy giờ, Hồng Ngát đã có 1 đời chồng và có 3 người con, ông hơn bà 15 tuổi và cũng đã có 2 người con riêng sau cuộc hôn nhân đầu tiên. Tuy nhiên, cuộc hôn nhân này cũng chấm dứt không lâu sau khi Hồng Ngát tốt nghiệp VGIK và về nước năm 1988.
Những năm cuối đời, Thu Bồn sống với người vợ thứ ba là nghệ sĩ cải lương Lý Bạch Huệ, ngay sau khi ông mất, bà đã bán hết đất mà ông để lại và về ở cùng con gái.